# Прудников Олександр Олександрович
 Олександр Олександрович Пру́дников (рос. Александр Александрович Прудников, нар. 24 лютого 1989, Смоленськ) — російський футболіст, нападник, фланговий півзахисник клубу «Анжі».
Виступав, зокрема, за клуби «Спартак» (Москва) та «Динамо» (Москва), а також молодіжну збірну Росії.

## Клубна кар'єра
Народився 24 лютого 1989 року в місті Смоленськ. Вихованець футбольної школи клубу «Спартак» (Москва). Дорослу футбольну кар'єру розпочав 2007 року в основній команді того ж клубу, в якій провів один сезон, взявши участь у 16 матчах чемпіонату.
Згодом з 2008 по 2014 рік грав у складі команд клубів «Терек», «Спарта» (Прага), «Том», «Анжі», «Кубань», «Аланія» та «Рубін».
Своєю грою за останню команду привернув увагу представників тренерського штабу клубу «Динамо» (Москва), до складу якого приєднався 2014 року. Відіграв за московських динамівців наступний сезон своєї ігрової кар'єри.
До складу клубу «Амкар» приєднався на початку 2015 року.

## Виступи за збірні
2005 року дебютував у складі юнацької збірної Росії, взяв участь у 19 іграх на юнацькому рівні, відзначившись 13 забитими голами.
Протягом 2007—2010 років залучався до складу молодіжної збірної Росії. На молодіжному рівні зіграв у 18 офіційних матчах, забив 12 голів.

## Досягнення
- Володар Кубка Вірменії (1):

«Алашкерт»: 2018-19
Збірні
- Чемпіон Європи (U-17): 2006
- Переможець Кубка Меридіан: 2007